# Berhida
Berhida város Veszprém vármegyében, a Várpalotai járásban, Várpalotától körülbelül 9,5 kilométerre délre. A város a Mezőföld és a Balaton-felvidék határán helyezkedik el, festői természeti környezetben, közel a Balatonhoz és Veszprém városához. 
Berhida fontos szerepet játszik a helyi gazdaságban és közösségi életben, melyet a mezőgazdaság, az ipar és a kulturális hagyományok határoznak meg. Hozzá tartozik a mára beolvadt Kiskovácsi (1929 óta) és Peremarton (1939 óta).

## Fekvése
A Balaton-felvidék északkeleti és a Mezőföld északi határán, a Séd völgyében, az M7-es autópálya és a 8-as főút között félúton található.

## Környező települések
Berhida szomszédjai: nyugat felől Vilonya, dél felől Küngös és Papkeszi, kelet felől Ősi, északról pedig Pétfürdő.

## Története
A település területe már a rómaiak által is lakott volt, ezt a XX. század elején előkerült leletek (római település és temető) igazolják.
A terület legősibb birtokosa a veszprémi káptalan volt, az okiratok szerint már 1082-től. Az Árpád-házi királyok közül II. Géza is megfordult e helyen, a hagyomány szerint egyik itteni látogatásakor vesztette el az ónból és horganyból öntött pecsétnyomóját. A pecsétnyomót 1811-ben találta meg egy földműves, a történelmi ritkaság a Magyar Nemzeti Múzeumban található.
A település a középkorban 1395-től oppidumnak (mezővárosnak) számított.
Heti vásárát 1436-ban, országos vásárát pedig 1461-ben említik először, amelynek vásárjogát Mátyás király adományozta a városnak. 1532-ben rendi országgyűlést tartottak Berhidán.
Katolikus iskola 1717-től, református iskola 1768-tól működött a településen.
1891-ben kisközség volt Veszprém vármegyében a veszprémi járásban, mely 1032 magyar lakossal, postahivatallal és postatakarékpénztárral rendelkezett.
1895-ben készült el Berhida megállóhely a települést is érintő Lepsény–Hajmáskér-vasútvonalon, de itt 2007-ben megszűnt a személyforgalom.
Az 1922-ben alapított Ipari Robbanóanyaggyár révén rohamléptű fejlődés következett be. 1926-ban Kiskovácsi, majd 1939-ben Peremarton olvadt be. 
Az 1985. augusztus 15-én bekövetkezett, a Richter-skála szerinti 5,2 erősségű földrengésnek az epicentruma volt Berhida.
1993-tól rendszeresen megrendezésre kerül a Berhidai Napok 3 napos rendezvénysorozata, melynek látogatottsága alkalmanként a 6-8000 főt is meghaladja.
1995–96-ban, a Várpalota és régiója Környezetvédelmi Rehabilitációs Program keretében összközművessé vált a település, 2004. július 1-jén pedig városi címet kapott.
A településen található: 2 óvoda, 2 általános iskola (Ady Endre és II. Rákóczi Ferenc általános iskola), 2 művelődési ház és 2 közkönyvtár, családsegítő központ, benzinkút, 1 bankfiók.
A településüzemeltetést önálló szervezet látja el. Részese a Várpalota Kistérség Többcélú Társulásának, melynek keretén belül mikrotérségi feladatot lát el.
Jó nevű, külföldön is ismert festő- és fafaragó művészek élnek a településen. 

## Közélete

### Polgármesterei
- 1990–1994: Lajosfalvi József (független)[4]
- 1994–1998: Lajosfalvi József (független)[5]
- 1998–2002: Lajosfalvi József (független)[6]
- 2002–2006: Lajosfalvi József (független)[7]
- 2006–2007: Lajosfalvi József (független)[8]
- 2008–2010: Pergő Margit Cecília (független)[9]
- 2010–2014: Pergő Margit Cecília (független)[10]
- 2014–2019: Pergő Margit Cecília (független)[11]
- 2019–2024: Pergő Margit Cecília (független)[12]
- 2024– : Pergő Margit Cecília (független)[1]

A településen 2008. február 3-án időközi polgármester-választást tartottak, az előző polgármester halála miatt.

## Népessége
A település népességének változása:
| Lakosok száma | 5917 | 5861 | 5833 | 5660 | 5660 | 5758 | 5747 |
|               | 2013 | 2014 | 2015 | 2021 | 2022 | 2023 | 2024 |

A 2011-es népszámlálás idején a lakosok 85%-a magyarnak, 9,9% cigánynak, 2,3% németnek, 0,2% románnak mondta magát (14,9% nem nyilatkozott). A vallási megoszlás a következő volt: római katolikus 42,9%, református 8%, evangélikus 0,7%, felekezeten kívüli 20% (26,1% nem nyilatkozott).
2022-ben a lakosság 89,7%-a vallotta magát magyarnak, 6,5% cigánynak, 1,2% németnek, 0,3% ukránnak, 0,1-0,1% románnak, horvátnak, szerbnek, szlovénnek, lengyelnek, görögnek, bolgárnak és szlováknak, 1,5% egyéb, nem hazai nemzetiségűnek (10,1% nem nyilatkozott; a kettős identitások miatt a végösszeg nagyobb lehet 100%-nál). Vallásuk szerint 29,9% volt római katolikus, 5,9% református, 0,6% evangélikus, 0,3% görög katolikus, 0,1% ortodox, 2,9% egyéb keresztény, 0,9% egyéb katolikus, 17,4% felekezeten kívüli (41,9% nem válaszolt).

## Nevezetességei
- Szent Kereszt Templom (kettős kőfedélszékű XIII. századbeli templom, amelynek csak egyetlen párja van Európában)
- Kisfaludi Strobl Zsigmond által készített második világháborús emlékmű
- Szent László Római Katolikus Templom (1759, Cymbal-freskókkal díszített)
- Vendéglő (1964), Makovecz Imre tervei szerint

## Ismert emberek
- Itt született 1787. január 18-án Bechtold Fülöp báró, császári és királyi altábornagy, az 1848–49-es szabadságharcban a császári csapatok egyik tábornoka.

## Közlekedés
A kisváros legfontosabb útja a nagyjából kelet–nyugati irányban húzódó 7202-es út, ez biztosít összeköttetést Berhidának Székesfehérvár és Veszprém térsége, illetve az északi Balaton-part nagyobb városai felé is. Észak–déli irányban halad végig a településen a Lepsénytől Várpalotáig húzódó 7207-es út, illetve a település keleti szélén torkollik be a 7202-es útba, dél felől a Papkeszin átvezető 7215-ös út.
Berhidán helyi autóbuszjárat üzemel, melynek szolgáltatóját nyilvános pályázat útján választotta ki az önkormányzat. A közforgalmú helyi menetrend szerinti autóbuszjárat üzemeltetését Pénzes Géza egyéni vállalkozó végzi.